# Alt Schönau
Koordinaten: 53° 35′ N, 12° 44′ O

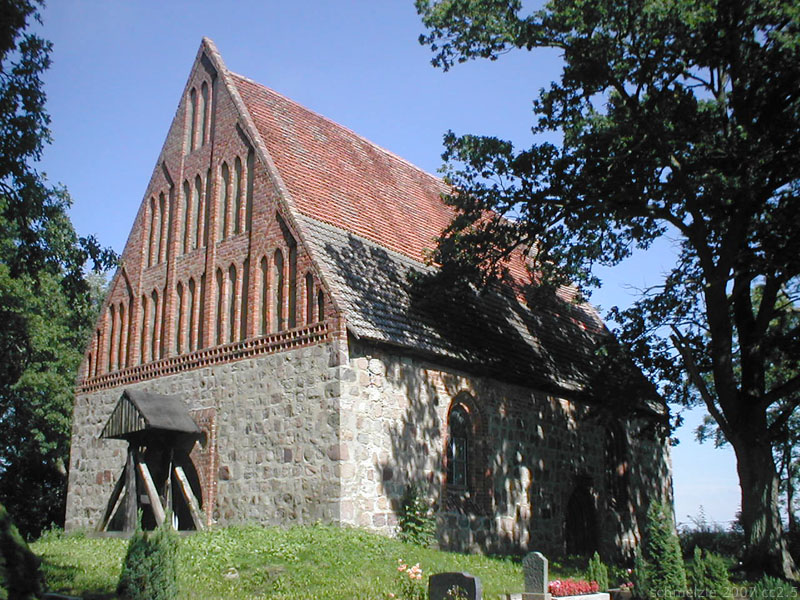
Kirche in Alt Schönau

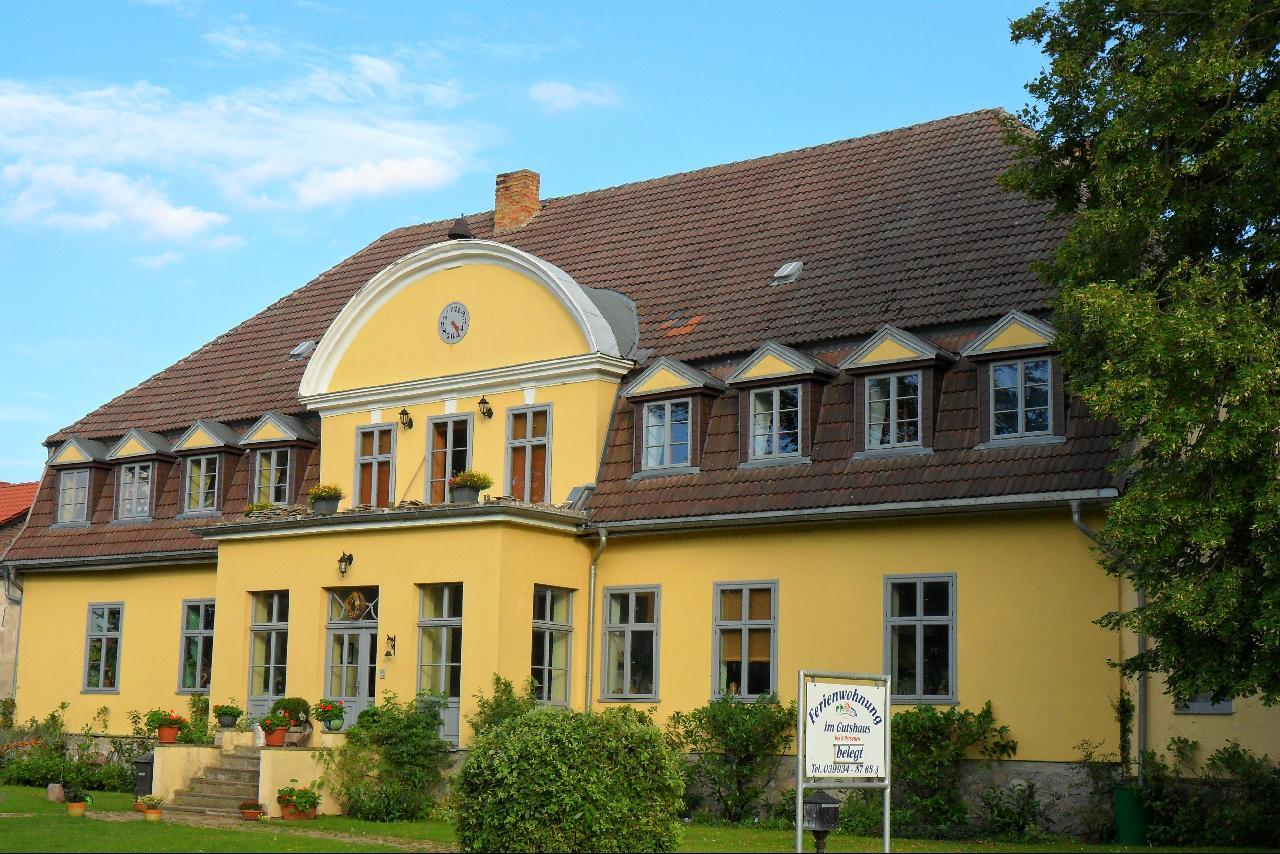
Gutshaus Alt Schönau

Alt Schönau ist ein Dorf im Landkreis Mecklenburgische Seenplatte in Mecklenburg-Vorpommern (Deutschland), das zur Gemeinde Peenehagen gehört.

## Geografie
Alt Schönau liegt in der Mecklenburgischen Seenplatte, etwa 10 km von Waren (Müritz) entfernt. Das waldreiche hügelige Gebiet um den Ort liegt nördlich der Müritz sowie nordwestlich des Torgelower Sees. An den Westen der Gemarkung Lansen-Schönau schließt der Naturpark Mecklenburgische Schweiz und Kummerower See an.

## Geschichte
Das Dorf Alt Schönau taucht bereits 1230 als Schonowhage in einer Besitzurkunde des Klosters Broda auf. Am 1. Januar 2005 schloss sich die Gemeinde mit der nördlich benachbarten Gemeinde Lansen zur Gemeinde Lansen-Schönau zusammen. Am 1. Januar 2012 ging diese in der Gemeinde Peenehagen auf.
Neben Eigenheimen entstanden in den letzten Jahren neue Wanderwege und ein Gemeindehaus mit Wintergarten in Alt Schönau. Auch in den Straßenbau und die Straßenbeleuchtung wurde viel investiert.

## Sehenswürdigkeiten
- Die Kirche in Alt Schönau ist ein ebenso turmloser Feldsteinbau aus der Zeit der Frühgotik, der jedoch später teilweise erneuert wurde
- Gutshaus

Siehe auch Liste der Baudenkmale in Peenehagen#Alt Schönau.

## Infrastruktur
Alt Schönau liegt an der Landstraße von Malchin nach Waren (Müritz). In Waren befindet sich der nächste Bahnhof, von wo aus über die Lloydbahn Anschluss nach Berlin und Rostock sowie über die Mecklenburgische Südbahn nach Parchim besteht. Bis 1998 gab es zudem einen Haltepunkt an der inzwischen stillgelegten Bahnstrecke Waren–Malchin.